# Prstenova družina (likovi)
Prstenova družina pojam je iz knjige Gospodar prstenova J.R.R.Tolkiena i označava skupinu likova koji su nakon sastanka rasa kod vilenjaka Elronda u Rivendellu odlučili pomoći hobitu Frodu Bagginsu da uništi Jedinstveni Prsten.
Ostali članovi Prstenove družine su hobiti Sam Gamgee, Meriadoc Brandybuck i Peregrin Took, čarobnjak Gandalf, ljudi Aragorn i Boromir, vilenjak Legolas Zelenlisti i patuljak Gimli. Jedini član kojeg je družina izgubila tijekom svog putovanja u zemlju Mordor je Boromir koji je poginuo u napadu orka kod Amon Hena. Družina se nakon toga razdvojila pa su Frodo i Sam otišli u Mordor, dok je ostatak družine sudjelovao u bitkama rata za prsten.